# Demetri III Anicet
Demetri III Anicet (grec antic: Δημήτριος ὁ Ἀνίκητος, 'Demetri l'Invencible') fou un rei indogrec que va regnar a l'àrea de Gandhara i Panjab.
Les seves monedes són poques i poc treballades. Copia les imatges del famós rei Demetri I de Bactriana (vers 200-180 aC) amb el que compareix epítet; també inclouen corones d'elefant, el símbol que Alexandre el Gran va utilitzar per celebrar la seva conquesta de la vall de l'Indus. L'escassedat de les fonts del regne i la dificultat de separar reis amb el mateix nom a través només de les monedes és evident. Osmund Bopearachchi identifica tres reis amb el nom Demetri, i situa al tercer vers el 100 aC pels senyals de fàbrica i l'estil de les monedes. R. C. Senior hi està d'acord pel situa vers el 70 aC, els dos com a successor d'Helíocles II.
El problema major és que un Demetri, suposat Demetri II, és citat per Justí com Demetri rei dels Indis, i enemic d'Eucràtides I el Gran, amb el que va lluitar al final del regnat d'aquest. Com que Demetri III semble ser massa tardà (uns 70 anys després) una teoria suggereix que Demetri III hauria governat mig segle abans i seria el Demetri de Just, el que hauria intentat conquerir o reconquerir Bactriana contra Eucràtides. Demetri III és l'únic Demetri que va encunyar monedes bilingües en kharosthi i, per tant, un millor candidat a ser identificat com Demetri rei dels indis.
No hi ha cap prova de les dates de Demetri III (com per exemple monedes reutilitzades). Així se'l podria datar el 150 o el 100 aC o el 70 aC. Si Demetri III va governar vers el 100 o 70 aC, seria un parent d'Helíocles II, si bé el títol i la corona d'elefant de Demetri I també l'associa al rei Lísies. Si va governar vers 150 aC probablement seria un sobrevivent de la dinastia eutidèmida, ja que els símbols de les monedes el connecten amb diversos reis d'aquesta dinastia: la kausia o gorra macedònia en una imatge amb Antímac I, la corona d'elefant i el títol d'Anicet, que també s'esmenta per a Demetri I, i el Zeus al revers de les monedes d'argent amb Agàtocles de Bactriana.
Les monedes conservades de Demetri II són poques i totes gravades amb un únic monograma; això suggereix un curt i poc important regnat. A les monedes d'argent apareix amb la diadema excepte en l'únic tetradracma conegut on apareix amb la kausia; el revers sempre és Zeus aguantant un rellamp. Les de bronze mostren un rei amb la corona d'elefant, tant Demetri I com Demetri III, amb el rellamp al revers.